# 磁信号安全传输
磁信号安全传输（英語：Magnetic Secure Transmission，缩写为）是一种用于智能手机等设备的技术，它可以模仿传统支付卡磁条的信号。MST技术是从搭载设备发送磁信号到支付终端（如銷售時點情報系統，即机）的读卡器，因此无需升级支付终端的软件或硬件即可进行支付。MST技术可用于几乎所有使用读卡器技术的支付终端。
据报导，三星正在使用MST技术，LG有使用此技术的计划。三星智付配备此技术。
磁信号安全传输（MST）技术实际由美国马萨诸塞州的LoopPay公司开发，2015年2月该公司被三星收购。
2015年10月，纽约时报报道称，据知情人士以及三星、LoopPay高管说，早在2015年3月，就有黑客入侵了LoopPay的计算机网络，事件仍在调查中。LoopPay首席执行官兼三星智付联席总经理表示，黑客据信已侵入LoopPay的公司网络，但没有进入涉及支付管理的生产系统。没有迹象表明黑客进入了三星的系统，也没有迹象表明消费数据泄露。LoopPay直到2015年8月下旬才偶然知晓此次入侵。
自2021年起，三星旗下新推出的智慧型手機均已不再支援MST，但舊有的支援裝置仍可繼續使用。